# SEF Junak Kurytyba
Sociedade de Educação Física Junak Kurytyba – polonijny klub piłkarski z siedzibą w brazylijskiej Kurytybie. Klub działał w latach 1922-1938.

## Historia
10 kwietnia 1922 roku założono w Kurytybie Towarzystwo Gimnastyczne „Strzelec”. W latach 1920. drużyna piłkarska z Kurytyby brała udział w amatorskich rozgrywkach. W latach 1935–1937 brała udział w zawodowych mistrzostwach stanu Parana.
Wskutek ustawodawstwa prezydenta Getulio Vargasa wymierzonego w emigrantów, władze krajowe przeprowadziły kampanię nacjonalizacyjną we wszystkich towarzystwach cudzoziemskich, w których zebrania i protokoły prowadzono w obcym języku. Ostatni protokół „Junaka” pochodzi z marca 1938 roku. Komisja Nacjonalizacyjna, powołana przez władze brazylijskie, zmieniła nazwę Towarzystwa Wychowania Fizycznego „Junak” na Sociedade de Educação Física „Juventus”, ponieważ w klubie było również wielu włoskich emigrantów. Barwy Junaka były czerwone i białe oraz wraz ze zmianą nazwy na Juventus: czerwone, białe i czarne.
Jako SEF „Juventus” klub w latach 1945, 1946 i 1948 zdobył mistrzostwo Kurytyby (Torneio Início do Paraná). Na początku lat 1950. klub z powodów finansowych zawiesił działalność. W 1959 roku SEF „Juventus” połączył się z Sociedade Beneficiente e Recreativa „União” (do 1938 pod nazwą Związek Polski) i powstało Sociedade „União Juventus”. Barwy zmieniono z powrotem na czerwone i białe. W latach 1960. „União Juventus” wrócił do udziału w rozgrywkach amatorskich. Dziś Sociedade „União Juventus” to klub społeczno-kulturowy.
W rankingu Federação Paranaense de Futebol, SEF „Junak” zajmuje po  dziś dzień 49 miejsce.